# Kauit
Kauit (kȝwj.t) va ser una reina egípcia de l'XI Dinastia. Era una esposa de rang inferior del faraó Mentuhotep II.

## Notícies
La seva tomba (la DBXI.9) i una petita capella decorada es van trobar al complex del temple Deir el-Bahari del seu marit, darrere de l'edifici principal, juntament amb les tombes d'unes altres cinc dames, Aixaiet, Henhenet, Kemsit, Sadeh i Maiet. Ella i tres de les dones portaven títols de reina, i la majoria portaven el càrrec de sacerdotessa de Hathor, de manera que és possible que hi fossin enterrades com a part del culte de la deessa, tot i que també és possible que fossin les filles dels nobles que el rei volia vigilar.
| k · A | w | i | t · B1 |

| k · A | w | i | t · B1 |

Avui el seu sarcòfag de pedra es troba al Museu Egipci del Caire (JE 47397). La reina hi apareix representada amb els cabells curts, està asseguda en una cadira, una criada li prepara els cabells, mentre un criat li aboca una beguda. Els únics títols que hi apareixen són els de sacerdotessa i Ornament del Rei (un títol per a les dames nobles de la cort), el títol de reina només apareix a la seva capella. També a la seva tomba hi havia sis figuretes de cera en miniatura en petits taüts de fusta que representaven Kauit, els quals poden ser les primeres versions d'uixebtis.
La reina també va ser representada en relleus al temple funerari del seu marit Mentuhotep II. Aquestes representacions estan avui molt malmeses. Les escenes on apareixia sembla que mostrava una fila de dones reials. Als fragments conservats se la mostra davant la reina Kemsit. El seu títol en aquesta representació és el d'Esposa estimada del Rei.

## Títols
Els seus títols coneguts eren els següents:
- Esposa estimada del Rei (ḥmt-nỉswt mrỉỉ.t = f).
- Ornament del Rei (ẖkr.t-nỉswt).
- Ornament Únic del Rei (ẖkr.t-nỉswt wˁtỉ.t).
- Sacerdotessa de Hathor (ḥm.t- nṯr ḥwt-ḥrw).